# Choroba Charcota-Mariego-Tootha typu 1C
Choroba Charcota, Mariego i Tootha typu 1C – choroba z kręgu dziedzicznych neuropatii czuciowo-ruchowych o charakterze demielinizacyjnym (HMSN I – ang. Hereditary Motor and Sensory Neuropathy).

## Etiologia
Związana z mutacjami genu LITAF (Lipopolysaccharide-Induced Tumor necrosis Α Factor) – czynnik martwicy nowotworu indukowany lipopolisacharydami, kodującego białko nazwane LITAF/SIMPLE. Mutacja zlokalizowana jest na krótkim ramieniu chromosomu 16. Dziedziczona jest autosomalnie dominująco.
- MUTACJE W GENIE LITAF/SIMPLE – mutacje typu zmiany sensu lub mutacje powodujące powstanie nowego miejsca glikozylacji. Mutacja powoduje utratę funkcji białka LITAF/SIMPLE[1].

- BIAŁKO LITAF/SIMPLE
  - jest stymulatorem monocytów, makrofagów,
  - powoduje wzrost wydzielania TNF-α i innych mediatorów zapalnych,
  - prawdopodobnie bierze udział w ścieżkach degradacji białek komórkowych.

Mimo że LITAF/SIMPLE jest białkiem występującym w wielu komórkach organizmu (np. komórkach ludzkiego łożyska, leukocytach obwodowych, węzłach chłonnych i śledzionie) to zmutowana jego forma wydaje się powodować jedynie neuropatię demielinizacyjną. Może być zaangażowane w degradację innych specyficznych białek komórki Schwanna, np. PMP22.

## Objawy i przebieg kliniczny
Do chwili obecnej schorzenie zdiagnozowano u kilku rodzin pochodzenia irlandzkiego i brytyjskiego. Pierwsi pacjenci prezentowali fenotypy przypominające bardzo CMT1A, z prawie stałym zwolnieniem przewodzenia w granicach 20–25 m/sek.
- Objawy – pojawiają się w drugiej dekadzie życia:
  - osłabienie i wyszczuplenie mięśni dystalnych,
  - zaburzenia czucia,
  - osłabienie odruchów głębokich,
  - zniekształcenia stopy – stopa wydrążona, z tzw. wysokim podbiciem.

## Rozpoznanie
W badaniu neurograficznym stwierdza się zwolnienie szybkości przewodzenia do 16–25 m/sek. Badanie histopatologiczne wykazuje obecność tworów cebulowatych.